# HD 217107
HD 217107 è una stella subgigante gialla distante circa 66 anni luce dalla terra nella costellazione dei Pesci. La sua massa è molto simile a quella del Sole, il raggio e la luminosità leggermente superiori. Due pianeti sono stati osservati nell'orbita della stella: uno di essi è estremamente vicino tanto che compie una rivoluzione ogni sette giorni, mentre l'altro è molto più distante e impiega otto anni.
La stella, come tutte le subgiganti, sta uscendo dalla sequenza principale per aver terminato l'idrogeno come combustibile necessario per la fusione nucleare all'interno del suo nucleo.

## Sistema planetario
Uno studio del 1998 sulla velocità radiale della stella ha mostrato delle variazioni dovute ad un possibile compagno planetario che ruotava attorno alla stessa in poco più di 7 giorni .
La massa del primo pianeta, HD 217107 b, è stimata in almeno 1,33 masse gioviane e il semiasse maggiore della sua orbita è di 0,07 UA.
Il secondo pianeta, nonostante fosse già stato ipotizzato ai tempi della scoperta del primo, è stato confermato solo nel 2005; ulteriori variabilità nella velocità radiale del sistema su un periodo di 8 anni ha permesso stabilire l'esistenza di un pianeta con 4 volte la massa di Giove e che si muove su un'orbita molto eccentrica ad una distanza media di 4,1 UA, poi successivamente corretta, nel 2009, a 5,27 UA, e infine, nel 2020, a 5,94 UA.
Nel 2025 misure astrometriche hanno permesso di rivelare le inclinazioni orbitali dei pianeti e di conseguenza di determinare le masse reali dei due pianeti, che risultano essere rispettivamente di 1,446 e 4,37 MJ.

### Prospetto del sistema planetario
| Pianeta | Tipo            | Massa    | Periodo orb.  | Sem. maggiore | Eccentricità | Incl. orbita | Scoperta |
| ------- | --------------- | -------- | ------------- | ------------- | ------------ | ------------ | -------- |
| b       | Gigante gassoso | 1,446 MJ | 7,1268 giorni | 0,07359 UA    | 0,1284       | 93+25 −26°   | 1998     |
| c       | Gigante gassoso | 4,37 MJ  | 14,069 anni   | 5,922 UA      | 0,3918       | 88+14 −12°   | 2005     |